# 銀圍站

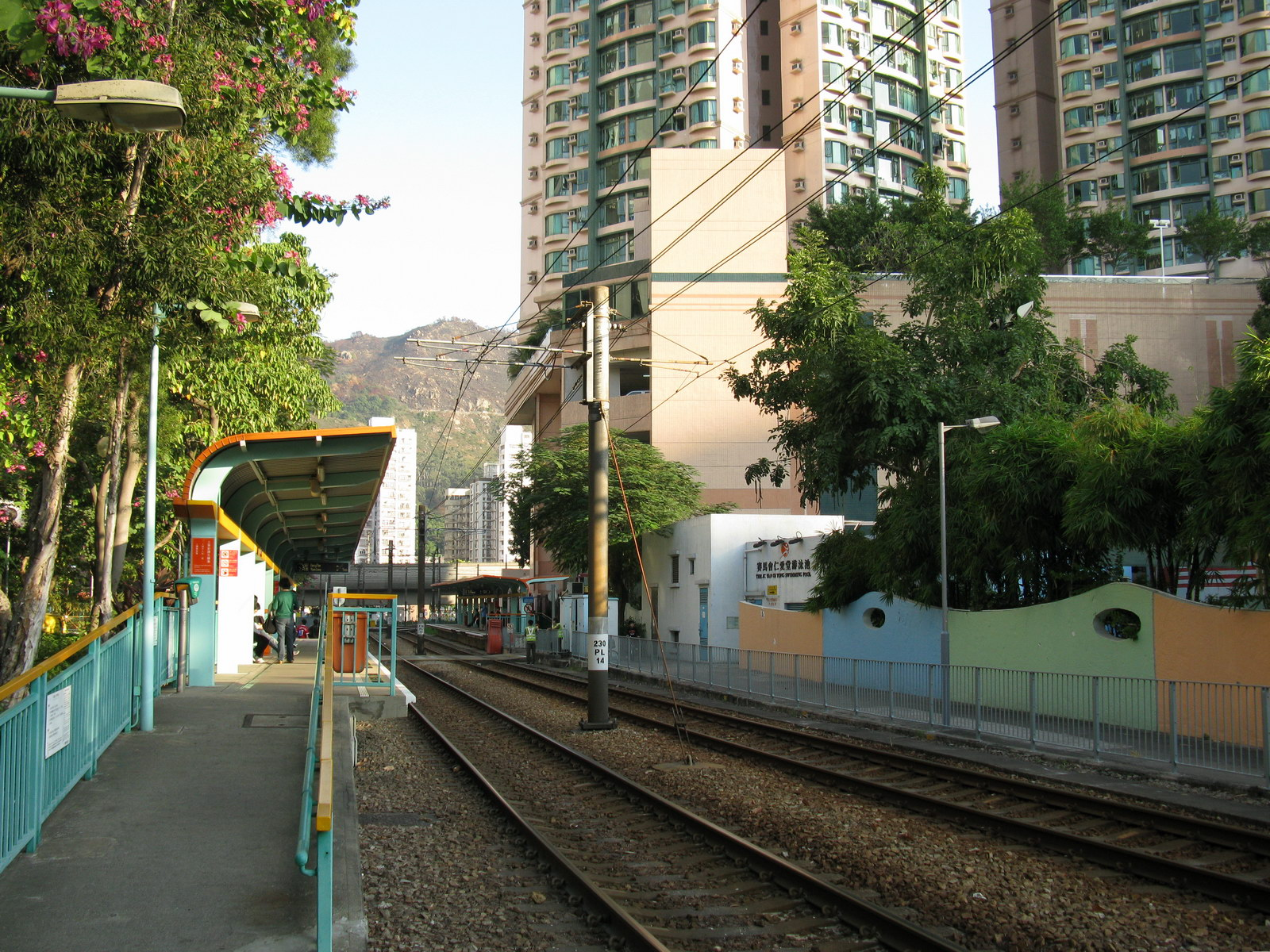
銀圍站（2008年）

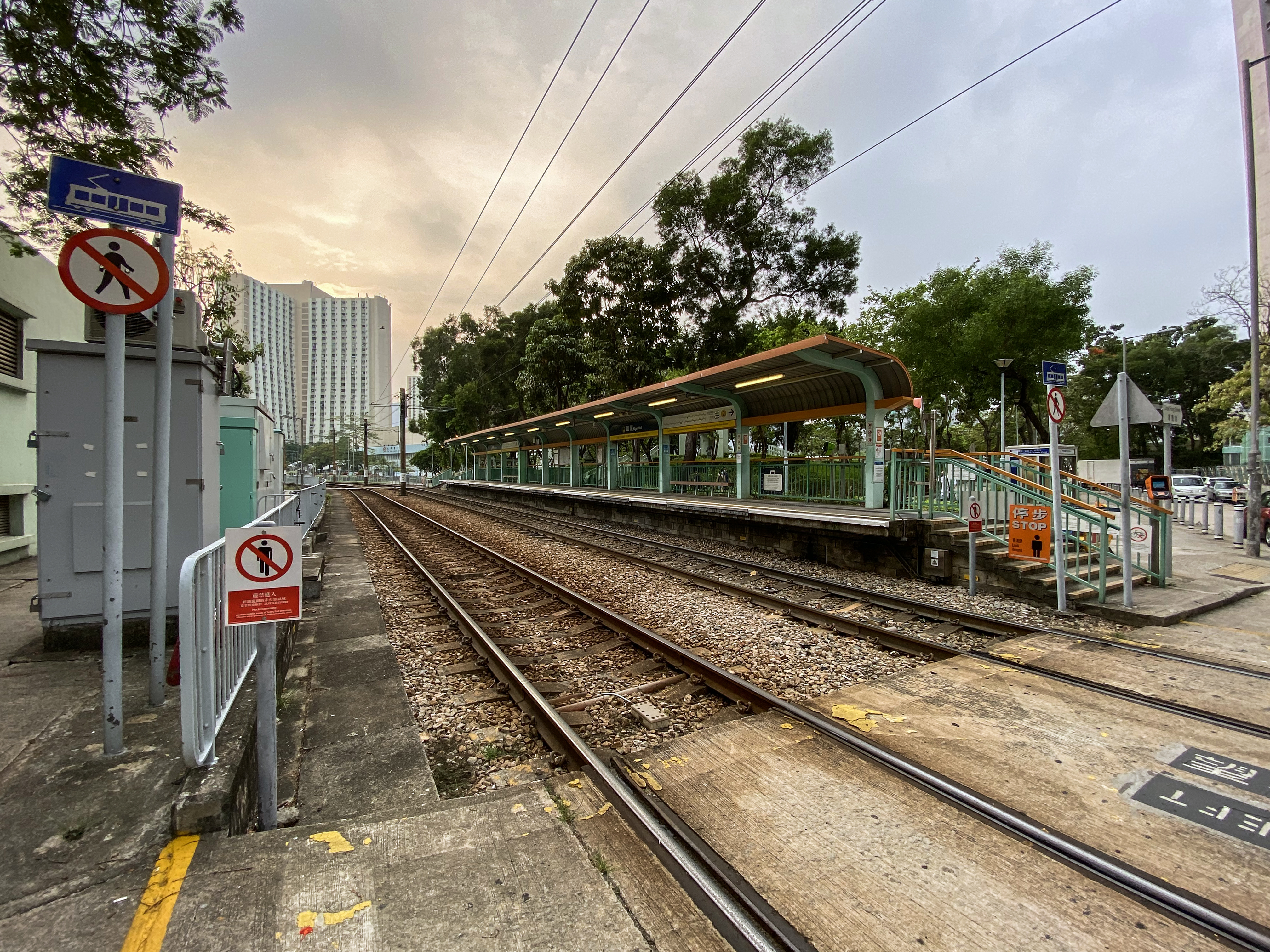
銀圍站2號月台（2021年）

銀圍站（英語：Ngan Wai Stop）是一個輕鐵的鐵路車站，代號230，屬於單程車票第2收費區，共有2個月台，共有2條輕鐵路線途經此站。銀圍站主要位於青松觀路近澤豐街，在澤豐花園和卓爾居之間，主要為澤豐花園、卓爾居及周邊地區居民提供服務。值得一提，此站與澤豐站是行駛距離最短的輕鐵車站，只有約210米。

## 車站結構

### 車站樓層
| 地面              | 出口 | 卓爾居、賽馬會仁愛堂游泳池 |   |  |
| 地面              | 月台 | \| 側式 · 開左邊车门 \| \| \| \| \| \| \| \| 輕鐵507綫往田景（大興（南）） 輕鐵610綫往屯門碼頭（大興（南）） \| 1 \| \| \| \| 2 \| 輕鐵507綫往屯門碼頭（蔡意橋） 輕鐵610綫往元朗（澤豐） \| \| \| \| 側式 · 開左邊车门 \| \| \| \| \| |   |  |
| 地面              | 出口 | 澤豐街、澤豐花園 |   |  |
| 側式 · 開左邊车门 |      | |   |  |
|                   |      | 輕鐵507綫往田景（大興（南）） 輕鐵610綫往屯門碼頭（大興（南）） | 1 |  |
|                   | 2    | 輕鐵507綫往屯門碼頭（蔡意橋） 輕鐵610綫往元朗（澤豐） |   |  |
| 側式 · 開左邊车门 |      | |   |  |

### 車站周邊
- 澤豐花園
- 卓爾居
- 賽馬會仁愛堂游泳池
- 屯門鄧肇堅運動場
- 大興體育館
- 銀圍公園
- 石排頭徑公園
- 馬錦明慈善基金馬可賓紀念中學

## 接駁交通
| 接駁交通列表                    |
| ------------------------------- |
| 小巴 - 42 - 青磚圍 ↔ 屯門市中心 |

## 事件
2019年11月11日網民發起「黎明行動」舉行「三罷」，當日清晨警方接報有人破壞屯門的銀圍輕鐵站，前往調查途中見有人正在攀爬一屋苑的圍欄，經追截後拘捕一名男生，並發現他管有一支汽油彈和一個錘子。該男生今(31日)在屯門法院承認在公眾地方管有攻擊性武器罪，法庭將還押至4月14日判刑，期間索取其勞教中心和教導所報告。
辯方求情稱，17歲姓蔡被告得到中學師長稱讚受教有上進心且人緣佳，家人亦讚他為人正直善良，他現已知錯，願意承擔責任，希望案件完結後繼續學業。
辯方強調被告與上述的破壞輕鐵站事件無關，他當時和朋友相約在附近見面，期間得悉警察到來，他聽從現場人士指示，拾起地上物資便離開，他低估了事件後果。
案情透露，警方於案發當日清晨4時許接報，指有人破壞輕鐵銀圍站，於是前往查看，途中見到被告等3人正在攀爬澤豐花園的圍欄。被告等人見到警員即時逃跑，途中被告邊跑邊將袋和錘子棄在地上，他最終被捕，警員稍後在袋內發現一支汽油彈。

## 外部連結
- 港鐵公司 - 輕鐵及巴士服務 - 輕鐵街道圖 （页面存档备份，存于）
- 港鐵公司 - 輕鐵及巴士服務 - 輕鐵行車時間表 （页面存档备份，存于）